# Kipsigicerus labidotus
Il kipsigicero (Kipsigicerus labidotus) è un mammifero artiodattilo estinto, appartenente ai bovidi. Visse nel Miocene medio (circa 14 - 12 milioni di anni fa) e i suoi resti fossili sono stati ritrovati in Africa (Kenya).

## Descrizione
L'aspetto di questo animale doveva essere una sorta di incrocio tra quello di un cobo (Kobus ellipsiprymnus) e di un nilgau (Boselaphus tragocamelus), anche se le dimensioni dovevano essere ben più ridotte di entrambe le forme attuali. L'altezza al garrese non arrivava ai 70 centimetri. Kipsigicerus era caratterizzato da un corpo snello ma forte, sorretto da lunghe zampe; quelle posteriori, in particolare, erano notevolmente robuste, anche se il garrese doveva essere più alto del treno posteriore. Il collo era piuttosto corto, mentre la testa possedeva un muso allungato e due corna relativamente corte e rivolte all'indietro. Le femmine erano prive di corna.

## Classificazione
Kipsigicerus è noto grazie a numerosi fossili rinvenuti nella località di Fort Ternan, in Kenya, risalente al Miocene medio. Inizialmente questi fossili erano stati attribuiti al genere europeo Protragocerus, ma uno studio successivo (Thomas, 1984) riclassificò i resti in un nuovo genere. Kipsigicerus labidotus è considerato uno dei più antichi bovidi africani, e in particolare è stato avvicinato al gruppo dei boselafini, attualmente rappresentati dai soli nilgau e antilope quadricorne. Kipsigicerus è però affine a Tragoportax e Miotragocerus, altre due antilopi del Miocene europeo, considerate rappresentanti di un gruppo a sé stante (Tragoportacini). Rispetto a questi ultimi, Kipsigicerus possedeva molari a corona più alta.

## Paleobiologia
Le caratteristiche della dentatura e dell'usura dentaria degli esemplari di Kipsigicerus rinvenuti a Fort Ternan indicano che questo animale era un brucatore di erba, ma che in alcuni casi non doveva disdegnare le foglie degli alberi. Poiché il paleoambiente di Fort Ternan era probabilmente ricoprrto di foreste, si suppone che Kipsigicerus fosse un brucatore d'erba in un ambiente forestale che precedeva l'origine dell'attuale savana (Solounias e Moelleken, 1993).